# Fuzion Frenzy 2
Fuzion Frenzy 2 (2007) är titeln på ett spel utvecklat av Hudson Soft till Xbox 360. Spelet är en uppföljare till en av lanseringstitlarna för Xbox kallad Fuzion Frenzy.